# Ley de Reproducción Médicamente Asistida
La Ley 26.862 de producción Médicamente Asistida también conocida como ‘Ley de producción Humana Asistida’ o ‘Ley Nacional de Fertilización Asistida’, fue sancionada por el Senado y la Cámara de Diputados de la Nación Argentina reunidos en Congreso el 5 de junio de 2013, y promulgada el 25 de junio del mismo año.
Es una norma de orden público y de aplicación en toda la República, mediante la cual se permiten y regulan las más variadas posibilidades de fecundación e implantación, y se habilita sin mayores recaudos la criopreservación del material genético y de embriones.

## Objeto
La norma tiene por finalidad «garantizar el acceso integral a los procedimientos y técnicas médico-asistenciales de reproducción médicamente asistida» (art. 1), entendiéndose por estas a «los procedimientos y técnicas realizados con asistencia médica para la consecución de un embarazo», dentro de los cuales se comprende a «las técnicas de baja y alta complejidad, que incluyan o no la donación de gametos y/o embriones», y los procedimientos y técnicas que se desarrollen en el futuro autorizados por la autoridad de aplicación (art. 2).
Asimismo, dispone que los procedimientos y técnicas de reproducción médicamente asistida alcanzados por la ley, solo pueden realizarse «en los establecimientos sanitarios habilitados que cumplan con los requisitos que determine la autoridad de aplicación».

## Beneficiarios
Tiene derecho a acceder a los procedimientos y técnicas de reproducción médicamente asistida, toda persona mayor de edad que haya explicitado su consentimiento informado, el que podrá ser revocado hasta antes de producirse la implantación del embrión en la mujer.

## Sujetos Pasivos
La ley enuncia a los siguientes (art. 32):
- El sector público de salud,
- Las obras sociales enmarcadas en las leyes 23.660 y 23.661,
- La Obra Social del Poder Judicial de la Nación,
- La Dirección de Ayuda Social para el Personal del Congreso de la Nación[2]
- Las entidades de medicina prepaga,
- Las entidades que brinden atención al personal de las universidades,
- Todos aquellos agentes que brinden servicios médico-asistenciales a sus afiliados independientemente de la figura jurídica que posean.

## Prestaciones Garantizadas - Cobertura
Los sujetos pasivos alcanzados por esta ley deben incorporar como prestaciones obligatorias y brindar a sus afiliados o beneficiarios, la cobertura integral e interdisciplinaria del abordaje, el diagnóstico, los medicamentos y las terapias de apoyo y los procedimientos y las técnicas que la Organización Mundial de la Salud define como de reproducción médicamente asistida. Estos incluyen: la inducción de ovulación; la estimulación ovárica controlada; el desencadenamiento de la ovulación; las técnicas de reproducción asistida (TRA); y la inseminación intrauterina, intracervical o intravaginal, con gametos del cónyuge, pareja conviviente o no, o de un donante, según los criterios que establezca la autoridad de aplicación.
Se agrega también en tal cobertura a los servicios de guarda de gametos o tejidos reproductivos, para aquellas personas que aun no queriendo llevar adelante la inmediata consecución de un embarazo, por problemas de salud o por tratamientos médicos o intervenciones quirúrgicas, puedan ver comprometidas su capacidad de procrear en el futuro.
La normativa dispone además, la incorporación en el Programa Médico Obligatorio (PMO), de estos procedimientos, así como los de diagnóstico, medicamentos y terapias de apoyo, con los criterios y modalidades de cobertura que establezca la autoridad de aplicación.

## Autoridad de Aplicación
A fin de asegurar su cumplimiento, la ley instituye como autoridad de aplicación al Ministerio de Salud de la Nación (art. 26), creando en su ámbito «un registro único en el que deben estar inscriptos todos aquellos establecimientos sanitarios habilitados para realizar procedimientos y técnicas de reproducción médicamente asistida», incluyendo entre ellos a «los establecimientos médicos donde funcionen bancos receptores de gametos y/o embriones».
Entre las funciones de la autoridad de aplicación, establece las siguientes: arbitrar las medidas necesarias para asegurar el derecho al acceso igualitario de todos los beneficiarios a las prácticas; publicar la lista de centros de referencia públicos y privados habilitados para facilitar el acceso de la población a las mismas; efectuar campañas de información a fin de promover los cuidados de la fertilidad en mujeres y varones, y propiciar la formación y capacitación continua de recursos humanos especializados en los procedimientos y técnicas de reproducción médicamente asistida.